# Geokichla joiceyi
Geokichla joiceyi е вид птица от семейство Turdidae. Видът е почти застрашен от изчезване.